# La P'tite Hirondelle (chanson de Maxime Le Forestier)
Pistes de Le Cadeau
Les Coups La Bête curieuse
La P'tite Hirondelle est une chanson de Maxime Le Forestier, qui est aussi l'auteur du texte , alors que la musique est de Patrice Renson, contenue dans son quinzième album studio, Le Cadeau.
Le texte de cette chanson, comme indiqué par le même auteur, a été inspiré par un accident dramatique: un enfant, dans une tentative d'émigrer de son pays, s'est caché dans le train d'atterrissage d'un avion, perdant la vie
Malgré,  comme son auteur l'affirme,  «chacun entend ce qu’il veut bien entendre dans une chanson», La p’tite hirondelle traite du thème de l'immigration illégale.
Autour de ce drame, Maxime Le Forestier imagine un refrain sur la nécessité d'aller ailleurs, avec un refrain ritournelle pour oiseaux de passage « s’envoler, s’envoler dès qu’on a les pieds sur terre/s’embarquer, tout quitter dès qu’un bateau prend la mer… »).